# Operation Althea

EUFOR Althea Logo

Operation Althea ist die Bezeichnung des militärischen Anteils einer EU-Mission im Rahmen der Gemeinsamen Sicherheits- und Verteidigungspolitik (GSVP). Die Operation wird seit 2004 durchgeführt und gilt als Nachfolgemission der von der NATO geführten Missionen IFOR (12/1995–12/1996) und SFOR (1996–2004) in Bosnien und Herzegowina.

## Geschichte
Auf dem NATO-Gipfel in Istanbul wurde im Juni 2004 entschieden, die multinationale Stabilisierungsmission SFOR zur Unterstützung und Überwachung der Umsetzung des Dayton-Abkommens in Bosnien-Herzegowina Ende 2004 zu beenden. Am 12. Juli 2004 beschloss der Rat der Europäischen Union die Entsendung einer Militärmission als zusätzliche Maßnahme neben den politischen Ansätzen, den Hilfsprogrammen sowie der Polizei- und Beobachtermission.
Ab dem 2. Dezember 2004 begann EUFOR seine bisher größte Mission mit 6.300 Soldaten. Sie hatte somit einen ähnlichen Personalumfang wie SFOR. Das EUFOR-Einsatzgebiet wurde in drei Bereiche eingeteilt. Die Multi-National Task Force (MNTF) North war mit etwa 1.300 Soldaten in Tuzla, die MNTF North West mit ungefähr 1.000 Soldaten in Banja Luka und die MNTF South East mit etwa 1.400 Soldaten in Mostar stationiert. Das EUFOR-Hauptquartier wurde im Camp Butmir, Sarajevo, aufgestellt, gemeinsam mit einer Polizeieinheit, der Integrated Police Unit (IPU), mit etwa 500 Angehörigen. Zusätzlich befanden sich etwa 2.000 Soldaten in Verbindungs- und Beobachtungsgruppen (Liaison and Observation Teams – LOT) in verschiedenen bosnischen Orten.
Im Februar 2007 erfolgte aufgrund der verbesserten Sicherheitslage eine Umstrukturierung und Verringerung der EUFOR-Kräfte auf etwa 2.500 Soldaten. Die drei MNTF wurden aufgelöst und ab 28. März 2007 durch einen Einsatzverband in Bataillonsstärke, das Multinational Maneuver Battalion (MNBN), ersetzt, der mit der IPU im Camp Butmir stationiert ist. Das Einsatzbataillon wurde aus vier Infanteriekompanien und einem Aufklärungszug gebildet. Die Verbindungs- und Beobachtungsgruppen wurden erhalten und durch fünf regionale Koordinierungszentren (Regional Coordination Centres – RCC) in Sarajevo, Tuzla, Banja Luka, Mostar und Zenica unterstützt. Bei Bedarf wurde eine Verstärkung durch Truppen der KFOR und durch Reservekräfte in Europa, den Over the Horizon Forces ausgeplant. Letztere umfassen bis zu vier Bataillone aus Frankreich, Deutschland, Italien und dem Vereinigten Königreich.

## Auftrag

### Missionsziel
Das Ziel der Operation Althea ist, in enger Abstimmung mit dem EUSR (European Union Special Representative) durch militärische Präsenz zu einem sicheren Umfeld beizutragen, in dem das Dayton-Abkommen umgesetzt werden kann. Gewaltausbrüche der ehemaligen Konfliktparteien sollen verhindert und die nationalen und internationalen Akteure in die Lage versetzt werden, ihre Aufgaben zu erfüllen. Darüber hinaus hat EUFOR zur Ausbildung der bosnischen Streitkräfte und zum Ausbau deren Kapazitäten beizutragen.
Zusätzlich unterstützt EUFOR den Internationalen Strafgerichtshof für das ehemalige Jugoslawien, unter anderem bei der Festnahme von mutmaßlichen Kriegsverbrechern.

### Rechtsgrundlage
Bei der Operation Althea handelt es sich um einen Einsatz nach Kapitel VII der VN-Charta. EUFOR  handelt unter Mandat des Sicherheitsrats der Vereinten Nationen, gemäß den Resolutionen 1575 (2004), 1639 (2005), 1722 (2006), 1785 (2007), 1869 (2009), 1895 (2009), 1948 (2010), 2019 (2011), 2074 (2012), 2123 (2013) und 2183 (2014).

## Organisation

### Führung
Das Politische und Sicherheitspolitische Komitee (PSK) übt politische Kontrolle aus und erteilt strategische Richtlinien in Zusammenarbeit mit dem Hohen Repräsentanten für Bosnien und Herzegowina.
Aufgabe des EU-Militärausschusses (EUMC) ist die Überwachung der Ausführung der Mission unter der Verantwortung des Operation Commander.
Mit der NATO wurde eine enge Kooperation und auf Basis des Berlin-Plus-Abkommens ein Rückgriff auf deren Kräfte und Fähigkeiten vereinbart. Die Verzahnung wird durch den Vice Chief of Staff (VCOS) bei SHAPE als EU Operation Commander deutlich. Zugleich ist dieses NATO-Hauptquartier (Supreme Headquarters Allied Powers Europe–SHAPE) das für die Operation Althea festgelegte strategische Operation Headquarters.
Bisherige Operation Commander
| Nr. | Land                   | Dienstgrad      | Name              | Zeitraum  |
| --- | ---------------------- | --------------- | ----------------- | --------- |
| 1   | Vereinigtes Königreich | General         | John Reith        | 2004–2007 |
| 2   | Vereinigtes Königreich | General         | John McColl       | 2007–2011 |
| 3   | Vereinigtes Königreich | General         | Richard Shirreff  | 2011–2014 |
| 4   | Vereinigtes Königreich | General         | Adrian Bradshaw   | 2014–2017 |
| 5   | Vereinigtes Königreich | General         | James Everard     | 2017–2019 |
| 6   | Frankreich             | Generalleutnant | Olivier Rittimann | 2019–2020 |
| 7   | Frankreich             | Generalleutnant | Brice Houdet      | 2020–2022 |
| 8   | Frankreich             | Generalleutnant | Hubert Cottereau  | seit 2022 |

Der Befehlshaber der Kräfte vor Ort, der EU Force Commander (COM EUFOR), führt aus dem Hauptquartier (Force Headquarters) im Camp Butmir, Sarajevo.
Bisherige COM EUFOR
| Nr. | Land                   | Dienstgrad    | Name                     | Zeitraum  |
| --- | ---------------------- | ------------- | ------------------------ | --------- |
| 1   | Vereinigtes Königreich | Generalmajor  | David Leakey             | 2004–2005 |
| 2   | Italien                | Generalmajor  | Gian Marco Chiarini      | 2005–2006 |
| 3   | Deutschland            | Konteradmiral | Hans-Jochen Witthauer    | 2006–2007 |
| 4   | Spanien                | Generalmajor  | Ignacio Martín Villalaín | 2007–2008 |
| 5   | Italien                | Generalmajor  | Stefano Castagnotto      | 2008–2009 |
| 6   | Österreich             | Generalmajor  | Bernhard Bair            | 2009–2011 |
| 7   | Österreich             | Generalmajor  | Robert Brieger           | 2011–2012 |
| 8   | Österreich             | Generalmajor  | Dieter Heidecker         | 2012–2014 |
| 9   | Österreich             | Generalmajor  | Johann Luif              | 2014–2016 |
| 10  | Österreich             | Generalmajor  | Friedrich Schrötter      | 2016–2017 |
| 11  | Österreich             | Generalmajor  | Anton Waldner            | 2017–2018 |
| 12  | Österreich             | Generalmajor  | Martin Dorfer            | 2018–2019 |
| 13  | Österreich             | Generalmajor  | Reinhard Trischak        | 2019–2021 |
| 14  | Österreich             | Generalmajor  | Alexander Platzer        | 2021–2022 |
| 15  | Österreich             | Generalmajor  | Anton Wessely            | 2022–2023 |
| 16  | Österreich             | Generalmajor  | Helmut Habermayer        | seit 2023 |

### Beteiligte Nationen
An der Operation Althea sind ca. 1.100 Soldaten (Stand 25. April 2023) aus den folgenden 22 Nationen (Stand 25. April 2023) beteiligt. Davon sind 13 Länder Mitglied der EU als auch 13 Länder Mitglied der NATO.
| Land                   | EU                                    | NATO                                  | Stärke |
| ---------------------- | ------------------------------------- | ------------------------------------- | ------ |
| Österreich             | Grünes Häkchensymbol für ja           | Rotes X oder Kreuzchensymbol für nein | 221    |
| Türkei                 | Rotes X oder Kreuzchensymbol für nein | Grünes Häkchensymbol für ja           | 150    |
| Deutschland            | Grünes Häkchensymbol für ja           | Grünes Häkchensymbol für ja           | 50     |
| Slowakei               | Grünes Häkchensymbol für ja           | Grünes Häkchensymbol für ja           | 40     |
| Polen                  | Grünes Häkchensymbol für ja           | Grünes Häkchensymbol für ja           | 39     |
| Rumänien               | Grünes Häkchensymbol für ja           | Grünes Häkchensymbol für ja           | 39     |
| Ungarn                 | Grünes Häkchensymbol für ja           | Grünes Häkchensymbol für ja           | 30     |
| Schweiz                | Rotes X oder Kreuzchensymbol für nein | Rotes X oder Kreuzchensymbol für nein | 26     |
| Chile                  | Rotes X oder Kreuzchensymbol für nein | Rotes X oder Kreuzchensymbol für nein | 15     |
| Bulgarien              | Grünes Häkchensymbol für ja           | Grünes Häkchensymbol für ja           | 10     |
| Slowenien              | Grünes Häkchensymbol für ja           | Grünes Häkchensymbol für ja           | 9      |
| Irland                 | Grünes Häkchensymbol für ja           | Rotes X oder Kreuzchensymbol für nein | 7      |
| Italien                | Grünes Häkchensymbol für ja           | Grünes Häkchensymbol für ja           | 4      |
| Spanien                | Grünes Häkchensymbol für ja           | Grünes Häkchensymbol für ja           | 4      |
| Vereinigtes Königreich | Rotes X oder Kreuzchensymbol für nein | Grünes Häkchensymbol für ja           | 4      |
| Nordmazedonien         | Rotes X oder Kreuzchensymbol für nein | Grünes Häkchensymbol für ja           | 3      |
| Griechenland           | Grünes Häkchensymbol für ja           | Grünes Häkchensymbol für ja           | 2      |
| Tschechien             | Grünes Häkchensymbol für ja           | Grünes Häkchensymbol für ja           | 2      |
| Albanien               | Rotes X oder Kreuzchensymbol für nein | Grünes Häkchensymbol für ja           | 1      |

#### Beitrag des Bundesheeres
Seit Dezember 2004 beteiligt sich das österreichische Bundesheer an der Operation Althea. Dabei wurde das österreichische Kontingent (AUCON) der SFOR in die EU-Mission eingegliedert und zusätzlich eine Security Kompanie (SECCOY), eine Composition Kompanie (COMPCOY) und ab Juli 2005 eine Aufklärungskompanie (RecceCoy) in das Camp Eagle Base nach Tuzla entsandt. Ab Oktober 2005 wurde das österreichische Kontingent weiter verstärkt und Österreich übernahm mit Führung durch den Kommandanten Brigadier Karl Pronhagl (Dezember 2005 bis April 2006) mit der Multinational Task Force North (MNTF N) eine von drei Task Forces im Rahmen der Operation.
Im Mai 2006 übernahm Brigadier Rudolf Striedinger das Kommando über die Task Force North, bis im Dezember 2007 die Kommandoübergabe der Brigade an Griechenland erfolgt. Oberst Friedrich Schrötter wurde Chief of Staff und übernahm als National Contingent Commander (NCC) das Kommando über AUCON 5. Im Februar 2007 verlegte die Rotation AUCON 6 in den Einsatzraum und es kam zu Truppenreduzierungen, die drei Task Forces wurden aufgelöst.
Am 5. Juli erfolgte die Kommandoübergabe über das österreichische Kontingent an Oberst Bruno Hofbauer. Nach dem Abschluss der Umgliederungen der EUFOR stellte Österreich mit dem RCC 4, drei LOT-Häusern, Stabspersonal im EUFOR-Hauptquartier in Sarajevo einen erheblichen Beitrag für die Strukturen von EUFOR und seit 2009 zusätzlich den Kommandanten dieser EU-Operation.

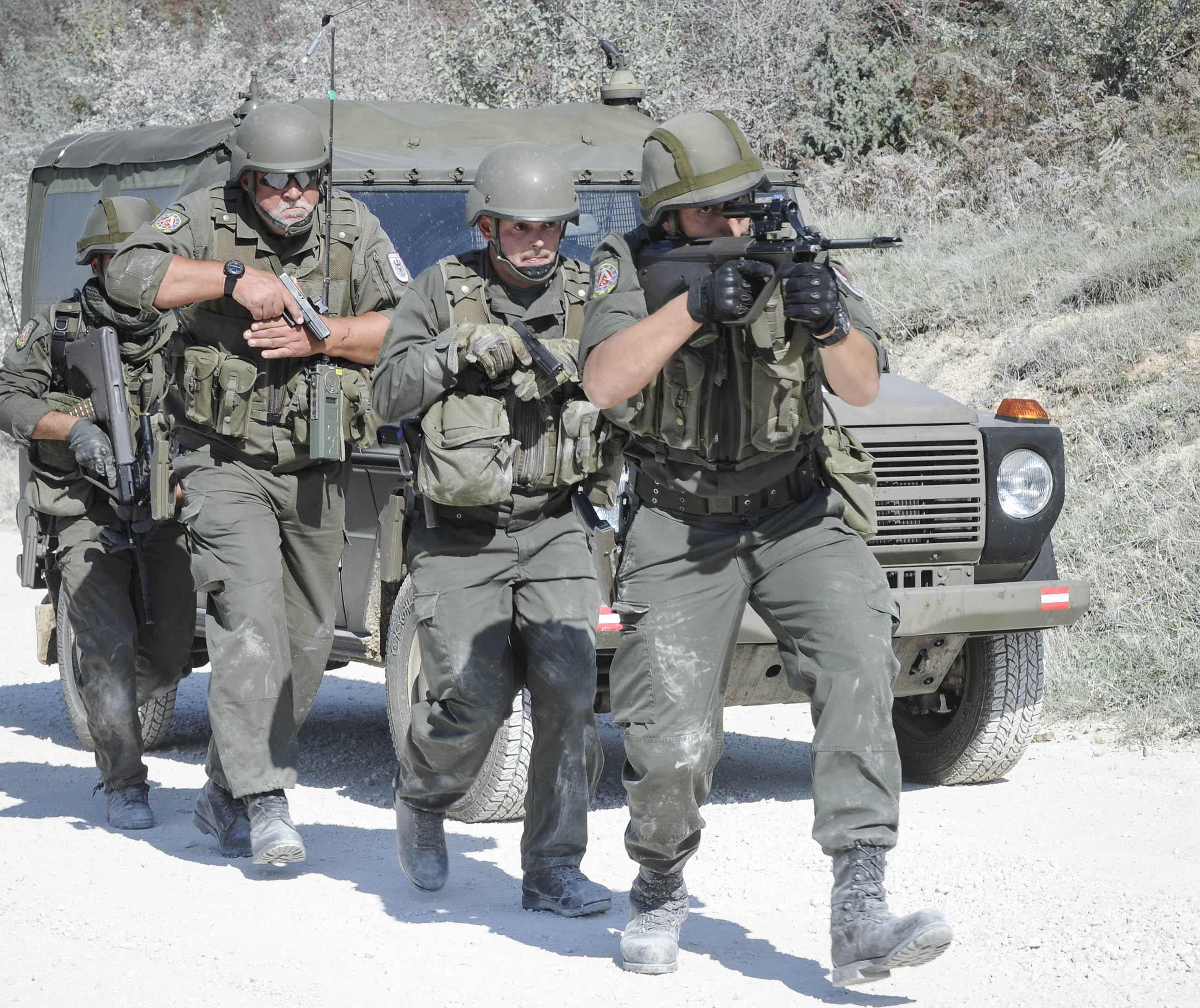
Österreichische EUFOR-Soldaten bei der internationalen Übung „Quick Response 2016“ nähe Banja Luka

| Nr. | Land       | Dienstgrad        | Name                  | Zeitraum  |
| --- | ---------- | ----------------- | --------------------- | --------- |
| 1   | Österreich | Oberstleutnant    | Klaus Eisenbach       | 2004–2005 |
| 2   | Österreich | Oberstleutnant dG | Christian Habersatter | 2005      |
| 3   | Österreich | Oberstleutnant dG | Martin Jawurek        | 2005      |
| 4   | Österreich | Brigadier         | Karl Pronhagl         | 2005–2006 |
| 5   | Österreich | Brigadier         | Rudolf Striedinger    | 2006      |
| 6   | Österreich | Oberst dG         | Friedrich Schrötter   | 2006–2007 |
| 7   | Österreich | Oberst dG         | Bruno Hofbauer        | 2007      |
| 8   | Österreich | Oberst dG         | Günther Rozenits      | 2007–2008 |
| 9   | Österreich | Oberst dG         | Hermann Lattacher     | 2008–2009 |
| 10  | Österreich | Oberst dG         | Peter Vorhofer        | 2009      |
| 11  | Österreich | Oberst dG         | Josef Holzer          | 2009–2010 |
| 12  | Österreich | Oberst dG         | Johann Lattacher      | 2010      |
| 13  | Österreich | Oberst dG         | Klaus Jenschik        | 2010–2011 |
| 14  | Österreich | Oberst dG         | Franz Sitzwohl        | 2011      |
| 15  | Österreich | Oberst dG         | Jürgen Baranyai       | 2011–2012 |
| 16  | Österreich | Oberst dG         | Peter Pertl           | 2012      |
| 17  | Österreich | Oberst dG         | Erich Simbürger       | 2012–2013 |
| 18  | Österreich | Oberst dG         | Klaus Jäger           | 2013      |
| 19  | Österreich | Oberst dG         | Dieter Muhr           | 2013–2014 |
| 20  | Österreich | Oberst dG         | Thomas Ruthner        | 2014      |
| 21  | Österreich | Oberst dG         | Jürgen Wimmer         | 2014–2015 |
| 22  | Österreich | Oberst dG         | Jürgen Schlechter     | 2015      |
| 23  | Österreich | Oberst dG         | Georg Peterlini       | 2015–2016 |
| 24  | Österreich | Oberst dG         | Manfred Tischler      | 2016–2017 |
| 25  | Österreich | Oberst dG         | Dieter Muhr           | 2017–2018 |
| 26  | Österreich | Oberst dG         | Franz Löschnigg       | 2018      |
| 27  | Österreich | Oberst dG         | Klaus Jäger           | 2018–2019 |
| 28  | Österreich | Oberst dG         | Johann Jamnig         | 2019–2020 |
| 29  | Österreich | Oberst dG         | Helmut Fiedler        | 2020      |
| 30  | Österreich | Oberst dG         | Sven Szabo            | 2020–2021 |
| 31  | Österreich | Oberst dG         | Helmut Fiedler        | 2021      |
| 32  | Österreich | Oberst dG         | Paul Schönbacher      | 2021–2022 |
| 33  | Österreich | Oberst dG         | Christian Tesar       | 2022      |
| 34  | Österreich | Oberst dG         | Hannes Krainz         | 2022–2023 |
| 35  | Österreich | Oberst dG         | Peter Nagelstrasser   | 2023      |
| 36  | Österreich | Oberst dG         | Robert Beneder        | 2023–2024 |
| 37  | Österreich | Oberst dG         | Florian Goiser        | 2024      |
| 38  | Österreich | Oberst dG         | Gerhard Pfeffer       | 2024–2025 |
| 39  | Österreich | Oberst dG         | Gernot Schröttner     | 2025      |
| 40  | Österreich | Oberst dG         | Harald Kink           | 2025-     |

#### Beitrag der Bundeswehr
Der Deutsche Bundestag stimmte dem Antrag der Bundesregierung zur Beteiligung bewaffneter deutscher Streitkräfte an der EU-geführten Operation Althea am 22. November 2004 zu. Mit ihrem Antrag vom 22. November 2006 wurde die Personalobergrenze auf 2.400 Soldaten herabgesetzt. Diese Zahl umfasst 800 mögliche Dienstposten im Einsatzkontingent, 600 Soldaten eines Bataillons der Operativen Reserve, 400 Dienstposten, die bei einem Kontingentwechsel zeitgleich im Einsatzgebiet sein können sowie 600 Soldaten Planungsreserve.
Derzeit liegt der Schwerpunkt der deutschen Beteiligung auf zivil-militärischer Zusammenarbeit und der Bereitstellung von Lufttransportkapazität.
Eine Besonderheit stellte der am 10. März 2006 eröffnete erste ausländische Stützpunkt der BwFuhrparkService GmbH im Feldlager Rajlovac dar. Das Feldlager Rajlovac wurde inzwischen komplett an die bosnische Armee übergeben und es sind hier keine deutschen Soldaten mehr stationiert. Das Büro des BwFuhrparkService befindet sich jetzt in der Nähe des internationalen Flughafen Sarajevo.
Am 24. Juli 2012 wurde bekannt, dass eine Verlängerung des Mandats und somit eine deutsche Beteiligung an der Operation Althea über den 21. November 2012 hinaus nicht beabsichtigt ist.  Entsprechend wurde der Einsatz der Bundeswehr am 27. September 2012 durch das letztmalige Niederholen der deutschen Flagge im Camp Butmir beendet. Damit endete nach 17 Jahren der bis dato längste Auslandseinsatz der Bundeswehr.
Die Deutsche Bundesregierung sah 2012 die Mission als Eufor Althea unter Führung der EU als überaus erfolgreich an. Polizei und Militär in Bosnien-Herzegowina könnten mittlerweile die Sicherheit selbst gewährleisten. Deutschland hielt die militärischen Aufgaben von Eufor Althea zu diesem Zeitpunkt für erfüllt. Schon seit geraumer Zeit wünschte sich die Bundesregierung eine Entscheidung der EU, den Einsatz ganz zu beenden. Jedoch gab es dazu innerhalb der Europäischen Union keinen Konsens. Zu dem Zeitpunkt hatte die Bundeswehr lediglich 3 Soldaten der damals noch 1200 Mann starken Truppe gestellt.
Gleichwohl wurde der Ausstieg der Deutschen von einigen Verbündeten äußerst kritisch gesehen. Aus Diplomatenkreisen hieß es damals, notwendig seien keine Alleingänge, sondern eine neue Bosnien-Strategie unter dem Dach der UN. Kritisch gesehen wurde der Ansatz, abzuziehen und damit darauf zu drängen, dass alle anderen Nationen ebenfalls abziehen.
Im Sommer 2012 wurde ein Brief des damaligen Außenministers Guido Westerwelle (FDP) und des damaligen Verteidigungsministers Thomas de Maizière (CDU) an die Vorsitzenden der Bundestagsfraktionen bekannt. Darin hieß es, eine Verlängerung des Parlamentsmandats werde nicht angestrebt.
Die Frankfurter Rundschau schätze die Lage damals als noch nicht absolut friedlich ein: Rivalitäten zwischen den Volksgruppen des Landes bestünden nach wie vor. Politische Reformen, die wirtschaftliche Entwicklung und die weitere Annäherung an die EU seien auch 2012 noch blockiert.
Am 8. Juli 2022 beschloss der Bundestag eine erneute Beteiligung der Bundeswehr mit bis zu 50 Soldaten.  Am 23. Juni 2023 verlängerte der Bundestag den Einsatz bis Juni 2024, am 27. Juni 2024 und am 25. Juni 2025 jeweils um ein weiteres Jahr.